# Велабро

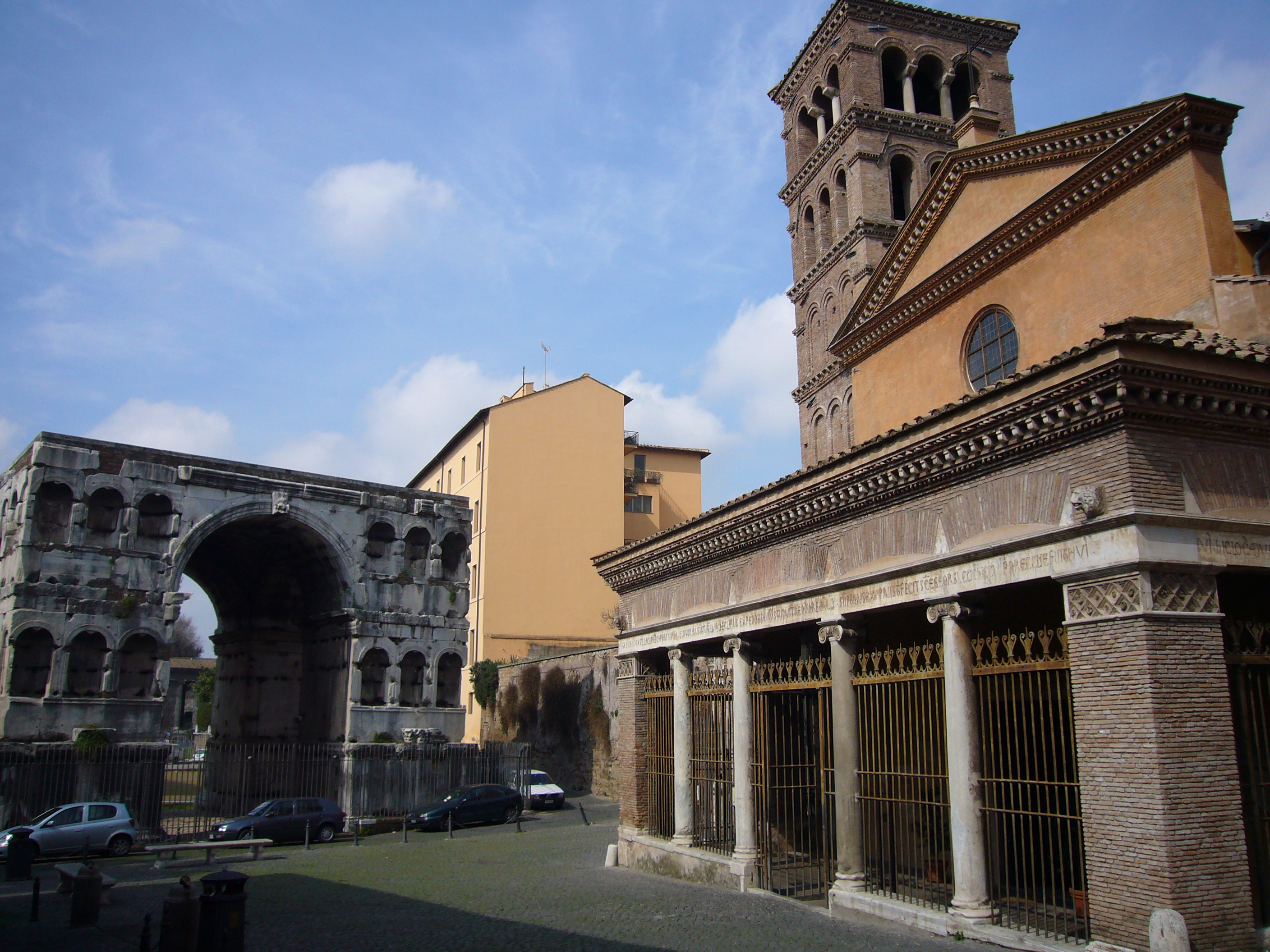
Арка Януса та церква Сан Джорджіо ін Велабро.

41°53′21″ пн. ш. 12°28′55″ сх. д. / 41.88916667° пн. ш. 12.48194444° сх. д.
Велабро — у Стародавньому Римі назва колись болотистої місцевості, яка була розташована між північно-західним схилом Палатина і Капітолієм до Тибру. За легендою на цьому болоті Фаустул знайшов Ромула і Рема. Після будівництва Великої Клоаки Велабро було осушене, але місцевість була часто затоплена схильним до повеней Тибром, аж доти поки рівень її не був піднесений за Нерона після пожежі. Колишнє болото стало частиною міста, там в тому числі розміщувався ринок, за часів імперії «саме жваве місце у місті», із жвавою торгівлею. Плутарх описує, чому болото називалося Велабр: під час частих повеней Тибру треба було переправлятися по ньому на човнах, інакше не можна було потрапити на форум. Такий спосіб переправи називався «велатура». Можливо, назва йде від «велума» — «вітрила», тому що з того місця, вулиця від форуму до цирку вистилалась вітрилами.